# Remblai des Sables-d'Olonne
Le Remblai des Sables d'Olonne, communément nommé Promenade du Remblai ou  le Remblai, est une voie des Sables-d'Olonne aménagée sur le front de mer entre la grande plage de la baie et les promenades de l'Amiral-Lafargue, Georges-Clémenceau et Georges-Godet dont il constitue les zones piétonne et cyclable. Les promenades et les rues adjacentes forment le quartier du Remblai. Son appellation est liée au procédé de construction de la digue séparant la plage de la chaussée, édifiée pour protéger la ville des risques de submersion marine. Les villas et hôtels érigés à partir du XVIIIe siècle dans le quartier du Remblai sont historiquement constitutifs de la ville de villégiature des Sables-d'Olonne.

## Historique
L'étude réalisée pour le service de l'Inventaire de la région des Pays de la Loire par Gaelle Delignon dans le cadre du recensement du patrimoine balnéaire présente sur la Plateforme ouverte du patrimoine, l'ancienne base Mérimée, l'historique de la construction de la digue et des édifices du Remblai des Sables-d'Olonne dans plus de 40 notices décrivant entre autres la ville de villégiature, la station balnéaire ou la promenade.

## Édifices
- Gare des Sables-d'Olonne
- Tramway des Sables-d'Olonne
- Villa « Sans Souci »